# Панцербрехер
Панцербрехер (нем. Panzerbrecher — «пробиватель доспеха») — короткий трёх-, четырёхгранный кинжал или меч, который использовали рыцари в XI—XII веках для пробивания полного доспеха, против которого обычный меч был бессилен. Удары панцербрехером наносились преимущественно в дыхательные отверстия забрала и места соединения деталей доспеха либо для того, чтобы разорвать звенья кольчуги.
Панцербрехер, в основном, был цельным, то есть не состоял из отдельных частей, что повышало его прочность. Нередко панцербрехер использовали в качестве «последнего оружия», когда всё остальное ломалось или для добивания поверженного противника. Для тех же целей применялись стилет и дага.